# Olle Larsson (friidrottare)
Olof Backman Larsson, född 29 juni 1913, i Ås, död 5 augusti 2003 Sollefteå
, var en svensk friidrottare (långdistanslöpare). Han tävlade för Sollefteå GIF och vann SM-guld i maratonlöpning år 1943. Henry Palmé vann annars alla SM i marathon 1934-1944 utom just detta året då han inte deltog på grund av militärtjänstgöring